# Carapa akuri
Carapa akuri är en tvåhjärtbladig växtart som beskrevs av Poncy, Forget & Kenfack. Carapa akuri ingår i släktet Carapa och familjen Meliaceae. Inga underarter finns listade i Catalogue of Life.